# Giudizio di verificazione
Il giudizio di verificazione, nell'ordinamento giuridico italiano, è in procedimento giurisdizionale previsto dal codice di procedura civile.
La parte che nel processo civile intenda avvalersi di una scrittura privata disconosciuta dalla parte contro cui è stata prodotta, può introdurre un separato ed autonomo procedimento, allo scopo di verificare l'effettiva provenienza del documento dal soggetto che si assume lo abbia redatto o sottoscritto.

## Elementi probatori
La parte interessata alla verificazione è tenuta a produrre le prove che ritiene necessarie per dimostrare tale provenienza: vengono tipicamente utilizzati, a questo fine, eventuali altri scritti, già verificati, riconosciuti o autenticati, da utilizzare come documentazione di raffronto, ma è anche possibile chiedere l'effettuazione di una perizia calligrafica. Il giudice dispone, inoltre, tutti i provvedimenti idonei a custodire la scrittura oggetto della controversia.

## Pronuncia del collegio
Sull'istanza si pronuncia il giudice in composizione collegiale. (Come giudice della decisione).